# GP La Marseillaise 2023
De 44e editie van de wielerwedstrijd GP La Marseillaise werd verreden op 29 januari 2023. Titelverdediger was Amaury Capiot. De start van deze editie vond plaats in Marseille. Zo'n 168 kilometer verderop lag de finish, dat was in Septèmes-les-Vallons. De Amerikaan Neilson Powless kwam hier als eerste over de streep. Dertien kilometer voor de finish ging hij in de aanval. Bij de finish had Powless een ruime minuut voorsprong op de nummer twee. Dat was de Fransman Valentin Ferron. Als derde eindigde Brent Van Moer. De beste Nederlander in deze editie was Marijn van den Berg, hij eindigde als elfde.
De wedstrijd was onderdeel van de UCI Europe Tour en de Coupe de France.

## Uitslag
| Plaats  | Naam                | Ploeg                    | tijd     |
| ------- | ------------------- | ------------------------ | -------- |
| Winnaar | Neilson Powless     | EF Education-EasyPost    | 4u19'13" |
| 2       | Valentin Ferron     | TotalEnergies            | +1'15"   |
| 3       | Brent Van Moer      | Lotto-Dstny              | z.t.     |
| 4       | Jenno Berckmoes     | Sport Vlaanderen-Baloise | z.t.     |
| 5       | Krists Neilands     | Israel-Premier Tech      | z.t.     |
| 6       | Pierre-Luc Périchon | Cofidis                  | z.t.     |
| 7       | Thibault Guernalec  | Arkéa-Samsic             | z.t.     |
| 8       | Lenny Martinez      | Groupama-FDJ             | z.t.     |
| 9       | Enzo Paleni         | Groupama-FDJ             | z.t.     |
| 10      | Petr Kelemen        | Tudor Pro Cycling Team   | +1'19"   |

1980 · 1981 · 1982 · 1983 · 1984 · 1985 · 1986 · 1987 · 1988 · 1989 · 1990 · 1991 · 1992 · 1993 · 1994 · 1995 · 1996 · 1997 · 1998 · 1999 · 2000 · 2001 · 2002 · 2003 · 2004 · 2005 · 2006 · 2007 · 2008 · 2009 · 2010 · 2011 · 2012 · 2013 · 2014 · 2015 · 2016 · 2017 · 2018 · 2019 · 2020 · 2021 · 2022 · 2023 · 2024 · 2025